# Alexander Flinsch (Papierfabrikant, 1834)
Alexander Ferdinand Flinsch (* 9. Januar 1834 in Leipzig; † 19. Januar 1912 in Berlin) war ein deutscher Unternehmer in der Papierindustrie, Aquarellmaler und Kunstsammler.

## Leben
Flinsch, der Sohn von Ferdinand Traugott Flinsch, absolvierte zunächst eine kaufmännische Ausbildung in der Papierfabrik seiner Eltern, bevor er sich 1858/1859 in Paris aufhielt. Dort studierte er Malerei in den Ateliers von Jean-Baptiste-Ange Tissier (1814–1876) und Camille Flers. Es folgten Studienreisen nach Spanien und Italien, bevor er um 1860 nach Leipzig zurückkehrte. Er nahm Unterricht bei dem Historienmaler Gustav Jäger und siedelte 1872 nach Berlin über, wo er Privatunterricht von Hermann Eschke erhielt. Nach 1872 unternahm Flinsch regelmäßige Studienreisen nach Italien. 1876 beteiligte er sich erfolgreich an der Berliner Akademie-Ausstellung, 1893 an der Großen Berliner Kunstausstellung.
Er trug eine Sammlung von Zeichnungen des 19. Jahrhunderts zusammen, die nach seinem Tod versteigert wurde.
Alexander Ferdinand Flinsch, der ab 1872 die Berliner Niederlassung des väterlichen Papiergroßhandels leitete, hatte einen Sohn gleichen Namens, Alexander Ferdinand Flinsch (1872–1943), ab 1899 Mitinhaber der großväterlichen Papiergroßhandlung.
Alexander Flinsch starb 1912 im Alter von 78 Jahren in Berlin. Seine letzte Ruhestätte fand er im Erbbegräbnis der Familie auf dem Alten St.-Matthäus-Kirchhof im späteren Berliner Verwaltungsbezirk Schöneberg.